# ロシア帝国下のグルジア
座標: 北緯41度43分00秒 東経44度47分00秒 / 北緯41.7167度 東経44.7833度

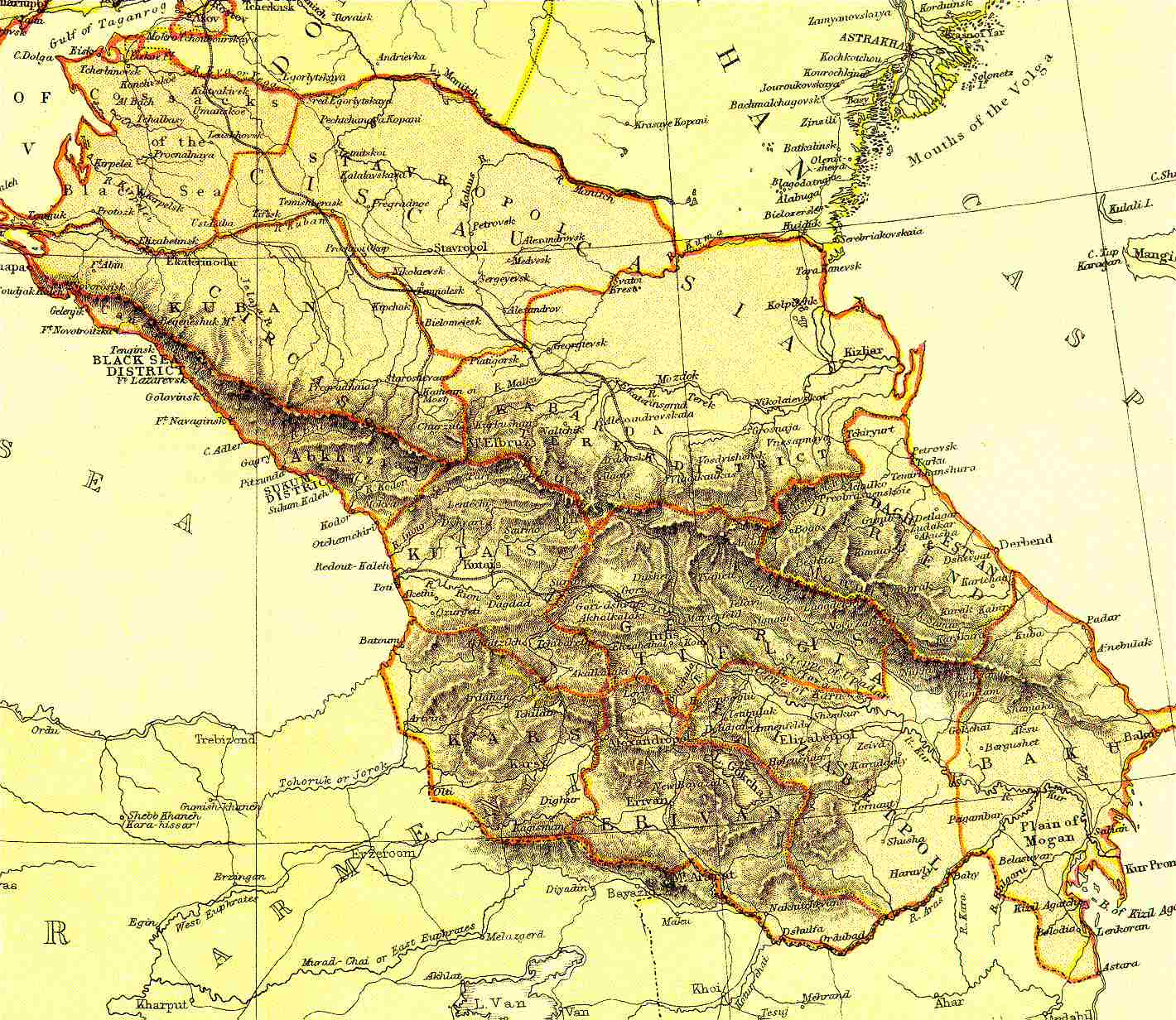
ロシア領カフカースの地図（1882年）

ロシア帝国内グルジア王国の紋章

ロシア帝国下のグルジア（グルジア語: საქართველო რუსეთის იმპერიის შემადგენლობაში; ロシア語: Грузия в составе Российской империи）では、1801年9月から1918年5月までロシア帝国に統治されていた時代のグルジアについて解説する。イスラム教国のオスマン帝国とペルシア帝国は近世を通して、グルジアの分裂した諸王国と公国をめぐって争ったが、18世紀にはロシアもその争いに加わった。グルジアと同じく、ロシアも正教国だったため、グルジアは段々ロシアの助けを求めるようになった。

## 概説
1783年7月にグルジア諸国のうち最大のカルトリ王国がギオルギエフスク条約に署名してロシアの保護国になり、ペルシアの宗主権を否定したが、予想外の一連の事件によってグルジアは1801年9月にロシアに併合され、ロシアの県に成り下がってグルジア県となった。
その後117年間に渡ってグルジアはロシア帝国の一部であり続けた。ロシアの統治はグルジアを外敵から守りはしたが、圧政に走ることも多く、現地人の訴えには鈍かった。19世紀末期には帝政に対する不満により民族運動が活発になった。しかし、ロシア帝政期はグルジアの社会と経済に空前の変化をもたらした。農奴解放令により多くの小作農が解放されたが、彼らを窮困から救い出すことは無かった。資本主義の発展でグルジアに都会の労働者階級が現れた。小作農と労働者はその不満を反乱やストライキで訴え、その結果が1905年1月のロシア第一革命であった。社会主義者であったメンシェヴィキは彼らの訴えを擁護し、帝政末期にはグルジアにおける政治を支配した。グルジアは1918年5月に独立を勝ち取ったが、それは民族主義者や社会主義者の努力というより、第一次世界大戦におけるロシア帝国の崩壊がその主因であった。

## 背景：1801年以前のグルジア・ロシア関係
16世紀までにキリスト教国であったグルジア王国はいくつかの小王国と公国に分裂し、それらをめぐって隣国である2大イスラム教国オスマン帝国とサファヴィー朝ペルシアが争った。16世紀後半には北方で第3の帝国勢力が現れた。それはすなわち、グルジアと同じく正教国のモスクワ大公国である。グルジアのカヘティ王国とモスクワの間の外交は1558年に始まり、1589年にはモスクワのツァーリフョードル1世がカヘティをモスクワの保護下に置くことを提案した。しかし、援助が実質を伴わず、ロシアがオスマンやペルシアの支配に挑戦するには南カフカース地方が遠すぎたため、この時は沙汰止みとなった。ロシアが本格的にカフカース山脈の南に参入してくるのは18世紀のはじめの出来事であった。1722年、ピョートル1世はサファヴィー朝の混乱と衰退に付け込んで遠征を行い、カルトリ王でサファヴィー朝から総督に任命されたヴァフタング6世とも同盟した。しかし両軍は連携に失敗し、ロシア軍が北へと撤退してしまったためグルジアの反乱はサファヴィー朝に鎮圧された。ヴァフタング6世はロシアに亡命、そこで余生を終えた。
時代を下って、1762年から1798年までカルトリ・カヘティ王国の王であったエレクレ2世は国をオスマンとペルシアの攻撃から守るためにロシアに助けを求めた。西グルジアのイメレティ王国も同じくロシアと連絡を取り、オスマン帝国から身を守ろうとした。ロシアのエカチェリーナ女帝は対オスマンとペルシアの戦争のためにグルジアを味方に引き入れようとしたが、グルジアにはわずかな軍しか派遣しなかった。1769年から1772年まで、ゴットロープ・ハインリヒ・フォン・トートレーベン率いる少数のロシア軍はイメレティとカルトリ・カヘティに侵入したオスマン軍と戦った。1783年、エレクレ2世はロシアとギオルギエフスク条約を締結して、ロシアに保護される代わりに他国の宗主権を否定した。しかし、1787年に露土戦争が再び勃発すると、ロシアはグルジアから軍を引き上げてほかの戦場に投入してしまい、エレクレ2世はロシア軍という強力な後ろ盾を失った。1795年、新しく即位したペルシアのシャーのアーガー・モハンマド・シャーはエレクレ2世に最後通牒を発し、ロシアとの関係を切るか侵攻にさらされるかを選ばせた。エレクレ2世はロシアの援軍をあてにして最後通牒を無視したが、ロシア軍は来なかった。アーガー・モハンマド・シャーは有言実行して首都トビリシを占領、破壊して、トビリシはほぼ廃墟と化した。

## ロシアによる併合

### 東グルジア

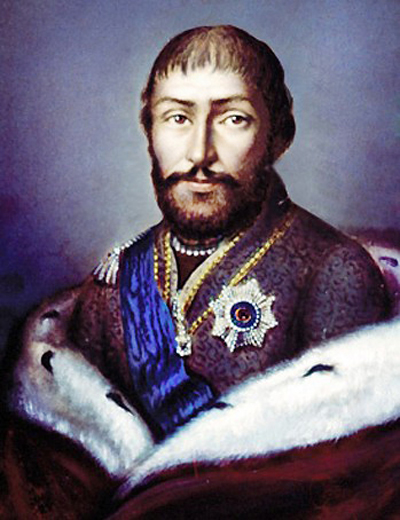
ギオルギ12世

ロシアがギオルギエフスク条約を破ったにもかかわらず、グルジアの統治者はロシアを唯一の希望と捉え、引き続きロシア政府にすがった。ペルシアはトビリシで放火、略奪して、2万人が命を落とした結果をもたらした。しかし、アーガー・モハンマド・シャーが1797年にシュシャで暗殺されたため、ペルシアのグルジアに対する統制が弱められた。翌年、エレクレ2世が死去、病弱な王子ギオルギ12世が即位した。

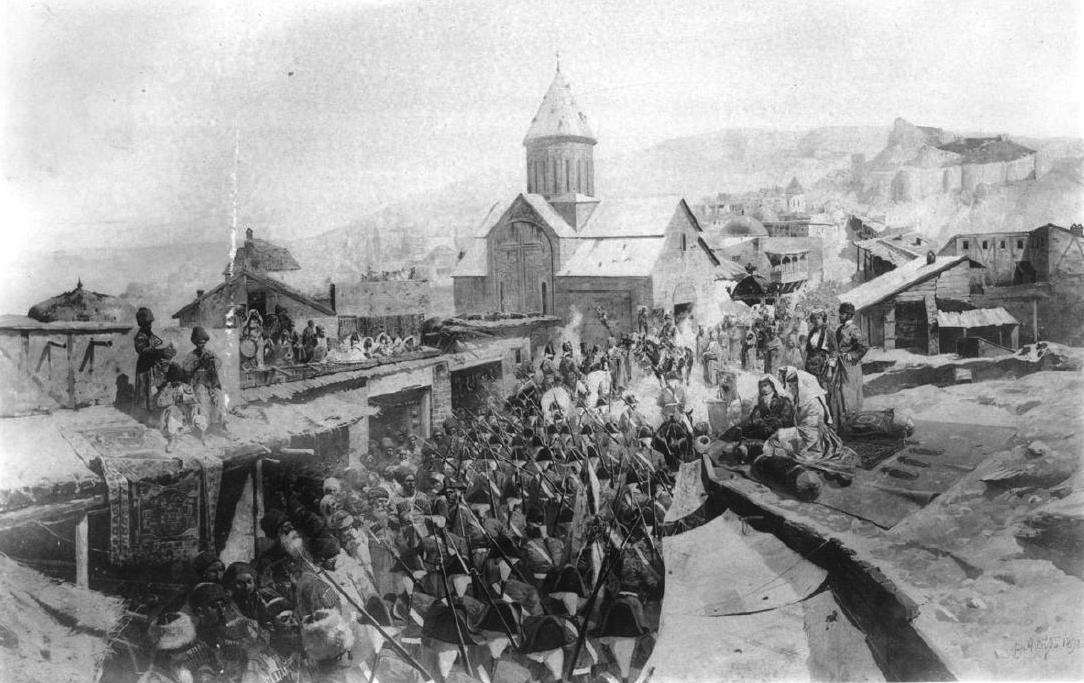
ロシア軍のトビリシ入城、1799年11月26日、フランツ・ルボ作、1886年。

ギオルギ12世が1800年12月28日に死去すると、彼の息子ダヴィト・バグラティオニとイウロニ・バグラティオニ（イウロン・バトニシュヴィリ）の争いがグルジアを二分した。しかし、ツァーリのパーヴェル1世はすでに2人とも即位させず、王国を廃してロシアが直に支配することを決定していた。彼はカルトリ・カヘティ王国をロシア帝国に組み込む勅令を発し、その後継者のアレクサンドル1世も1801年9月12日に勅令を再確認した。グルジアの駐サンクトペテルブルク大使ガルセヴァン・チャヴチャヴァゼはロシア首相アレクサンドル・クラーキンに抗議文を送りつけた。1801年5月、ロシアのカール・ハインリヒ・フォン・クノールリング将軍はバトニシュヴィリのダヴィトを追い出し、イヴァン・ペトロヴィチ・ラザレフ率いる暫定政府を成立した。クノールリングはグルジア王家の男子全員と女子の一部をロシアに追放する秘密命令も受けていた。グルジア貴族の一部は命令に抵抗したが、1802年4月にクノールリングが貴族たちをトビリシのシオニ大聖堂に禁固し、ロシア皇帝に対する忠誠の誓いを強制した。それでも拒否した貴族は逮捕された。
ロシアはグルジアを橋頭堡として使い、南カフカースへさらに拡張した。これにガージャール朝ペルシアとオスマン帝国は脅威に感じた。1804年、パヴレ・ツィツィシュヴィリ将軍はロシアのカフカース軍を率いてギャンジャに侵攻、1804年から1813年までのロシア・ペルシャ戦争をおこした。ロシアは同時期に西グルジアにおける拡張をめぐって1806年から1812年までの露土戦争を戦っていた。グルジアでは志願兵としてロシア軍に従軍した者も、ロシアに対し反乱した者もいた（1804年にはカルトリ・カヘティの高地地方で大規模な反乱がおこった）。戦争自体はロシアが両方とも勝利、オスマンとはブカレスト条約を、ペルシアとはゴレスターン条約を締結してロシアによるグルジア併合を認めさせた。

### 西グルジア
イメレティ王ソロモン2世はロシアのカルトリ・カヘティ併合に激怒した。彼は妥協として、ロシアがカルトリ・カヘティの王位と自治を復活させた場合、イメレティをロシアの保護領にすることを提案したが、ロシアは黙殺した。1803年にイメレティ領であったサメグレロの代官がソロモン2世に反乱を起こし、ロシアを保護者として承認した。ソロモン2世がイメレティ全体をロシアの保護領にすることを拒否すると、ロシアのパヴレ・ツィツィシュヴィリ将軍がイメレティに侵攻され、1804年4月25日に条約に署名してロシアの臣下になることを認めざるをえなかった。
しかしソロモン2世は諦めていなかった。露土戦争が開戦すると、彼はオスマン帝国と秘密交渉を開始した。これに対してロシアは1810年2月に勅令を発して彼を廃位し、イメレティ国民にロシア皇帝に忠誠を誓うよう命令した。ロシアの大軍がイメレティに侵攻したが、イメレティの住民は森林地帯に逃げてレジスタンスをはじめた。ソロモン2世はオスマンとペルシアとの戦争を同時に遂行していたロシアがイメレティに自治を許可することに期待を寄せたが、ロシアはゲリラの反乱を鎮圧した。ソロモン2世自身は逃げおおせたが、ロシアのオスマン帝国とペルシアとの和約により外国の介入に対する望みは潰えた（ソロモン2世はナポレオン・ボナパルトにも声をかけたという）。ソロモン2世はオスマン帝国領のトラブゾンに逃亡、1815年にそこで死去した。
1828年4月から1829年9月まで続いた再度の露土戦争によりロシアはグルジアの良港ポティや要塞都市のアハルツィヘとアハルカラキを獲得した。1803年から1878年の数々の露土戦争により、グルジアが以前失ったアジャリアなどの領土がロシアに併合された。また1829年にはグリア公国が、1858年にはスヴァネティ公国が正式に併合された。サメグレロ公国は1803年以降ロシアの保護領だったが、正式に併合されたのは1878年のことであった。

## ロシア統治の初期

### 帝国との融合
ロシア統治の初期にはグルジアが対ペルシアとオスマン戦争の最前線だったために軍政が敷かれ、当地のロシア軍の指揮官がグルジア総督を兼任した。ロシアはオスマン帝国やペルシアの南カフカース領を徐々に侵食して、1826年から1828年までのロシア・ペルシャ戦争でガージャール朝ペルシアに再び勝利してトルコマーンチャーイ条約で現在のアルメニアとアゼルバイジャンにあたる広大な土地を奪取した。ロシア政府は同時期にグルジアを帝国のほかの領土と融合しようとした。というのも、ロシアとグルジアの社会には共通点が多く、例えば宗教は両方とも正教会が支配的で、社会の構造は両方とも土地所有者が大勢の農奴を支配していた。ロシア統治の初期、政府はグルジアの現地法や慣習に無頓着で、強引な政策をとっていた。1811年、グルジア正教会の独立正教会の地位が廃止され、グルジア総主教のアントン2世はロシアに追放された。これにより、グルジアはロシア正教会のエクザルフ教区になった。
ロシアの統治に多くのグルジア貴族が疎外されたため、若い貴族の一部は1832年グルジア陰謀を計画してロシアの統治を終わらせようとした。この陰謀は1825年にサンクトペテルブルクでおこったデカブリストの乱と1830年にポーランドでおこった反ロシアの11月蜂起の影響を受けていた。計画は「グルジアに駐在するロシア官僚を全て舞踏会に招き、そこで彼らを皆殺しにする」という簡単なものであったが、1832年12月10日に陰謀が露見し、陰謀に関与した者の多くがロシア国内のほかの地域に追放された。続いて1841年にはグリアで農民と貴族の反乱がおこった。1845年にミハイル・セミョーノヴィチ・ヴォロンツォフがカフカース副王に任命されると、状況は改善した。ヴォロンツォフはロシア貴族が18世紀に行った改革を倣って、グルジアに西ヨーロッパの慣習を取り入れたため、グルジア貴族の心を上手くつかんだ。

### グルジアの社会制度
19世紀初期にロシアによる統治が始まった頃、グルジアの社会制度は未だに封建制であった。その頂点はグルジア諸国の王家だったが、彼らはロシアに追放され、亡命していた。その下は人口の約5パーセントを占める貴族で、彼らは主に特権を守ろうとしていた。貴族は土地の大半を所有していたが、実際に耕作していたのは人口の大半を占める不自由な農奴であった。農村経済はオスマンとペルシアによる支配時代にひどく衰退しており、グルジアの農奴はその大半が貧困して、飢えの脅威に常に晒されていた。飢饉がおこると反乱がおこるのも常であり、一例としては1812年にカヘティでおこった大規模な反乱がある。都市に住むものは少数で、そこで行われた貿易や工業もアルメニア人に支配されていた。そのため、時代が下って資本主義がグルジアにもたらされたとき、アルメニア人は真っ先にその機会を捉えて富を蓄え、中流階級にのしあがった。アルメニア人がグルジアの経済を支配したことでグルジアにおける階級間の対立に種族対立が加わってしまった。

### 農奴解放
農奴の問題はグルジアに限らずロシア帝国の大半に関わるものであり、19世紀中期までに、ロシアの改革と近代化を成し遂げるためには無視できない問題になっていた。1861年にアレクサンドル2世はロシア本土で農奴解放令を発した。彼はグルジアの農奴も解放しようとしたが、ようやく得たグルジア貴族の歓心を失わないようその既得権に配慮する必要があった。そのため、交渉には細心な注意を要し、自由主義貴族のデメトレ・キピアニが交渉役を務めた。交渉は成功し、アレクサンドル2世は1865年10月13日にグルジアにおける農奴解放の最初の勅令を出した。グルジア全体における農奴解放は徐々に行われ、1870年代まで続いた。農奴解放令により、農奴たちは自由民になり、領主に許しを乞わずに自由に結婚したり、政治に参加したりできた。貴族は土地を保持したが、直接所持するのはその一部（土地の半分以上）で、残りはすでに数世紀の間その土地に住み、そこで働いた平民に貸し出された。

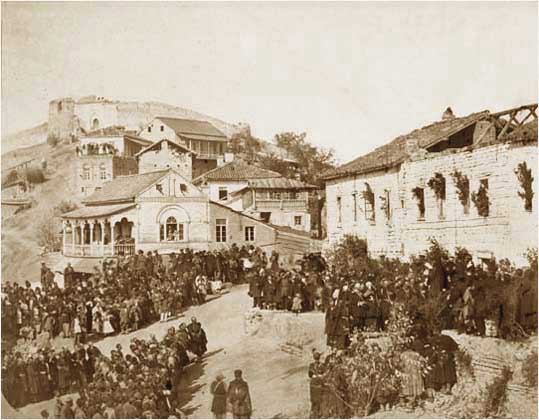
カヘティのシグナギにおける農奴解放令の公布、1864年

平民は領主から土地を借りている間、領主に家賃を支払い続けるが、領主が十分補償されたとき、土地は平民の私有地となる。しかし、この改革に貴族も元農奴も喜ばなかった。元農奴だった者は自由民になったが、家賃が彼らに重くのしかかり、土地を買えるようになるのも数十年後のことであった。つまり、彼らは法的には貴族に従属しなかったが、経済的には従属していた。グルジア貴族の処遇はロシア全体と比べてもはるかに良いものの、それでも権力と収入の一部を失ったため、改革は嫌々ながら受け入れたものであった。その後、平民と貴族の不満はグルジアにおける新しい政治運動となって現れた。

### 移民
ニコライ2世の治世において、ロシア政府はモロカン派やドゥホボール派など宗教の少数派のロシア中心地からグルジアなど南カフカースへの移住を勧奨した。これは問題を起こす反対派を正教を奉じるロシア人から（彼らの考えがロシア人を「汚染」しないよう）隔離するためと、ロシアの南カフカースにおける影響力を強化するためであった。グルジアはロシアの辺境にあり、オスマン帝国領へのさらなる拡張における基地として使われたため、アルメニア人やコーカサス・ギリシャ人など南カフカースのキリスト教徒は19世紀にグルジアに移住した。彼らは対オスマン戦争においてロシアとグルジアに味方することが多く、ロシア帝国陸軍のカフカース軍管区に参加して南カフカースのグルジア国境でオスマン領を占拠した。これらの領土はロシアの軍政下にあるバトゥーミ州とカルス州として編入され、数万人のアルメニア人、コーカサス・ギリシャ人、ロシア人やその他のグルジアに居住していた少数民族がそこに移住した。

## 文化と政治活動
ロシア帝国に編入されたことにより、グルジアのインテリゲンチャは西方から伝来した知識について学び、その結果グルジアは中東の影響から離れてヨーロッパに接近した。また、グルジアはロシア全体と似たような社会問題を多く抱えており、19世紀のロシアにおける政治の動きはグルジアにも波及した。

### ロマン主義

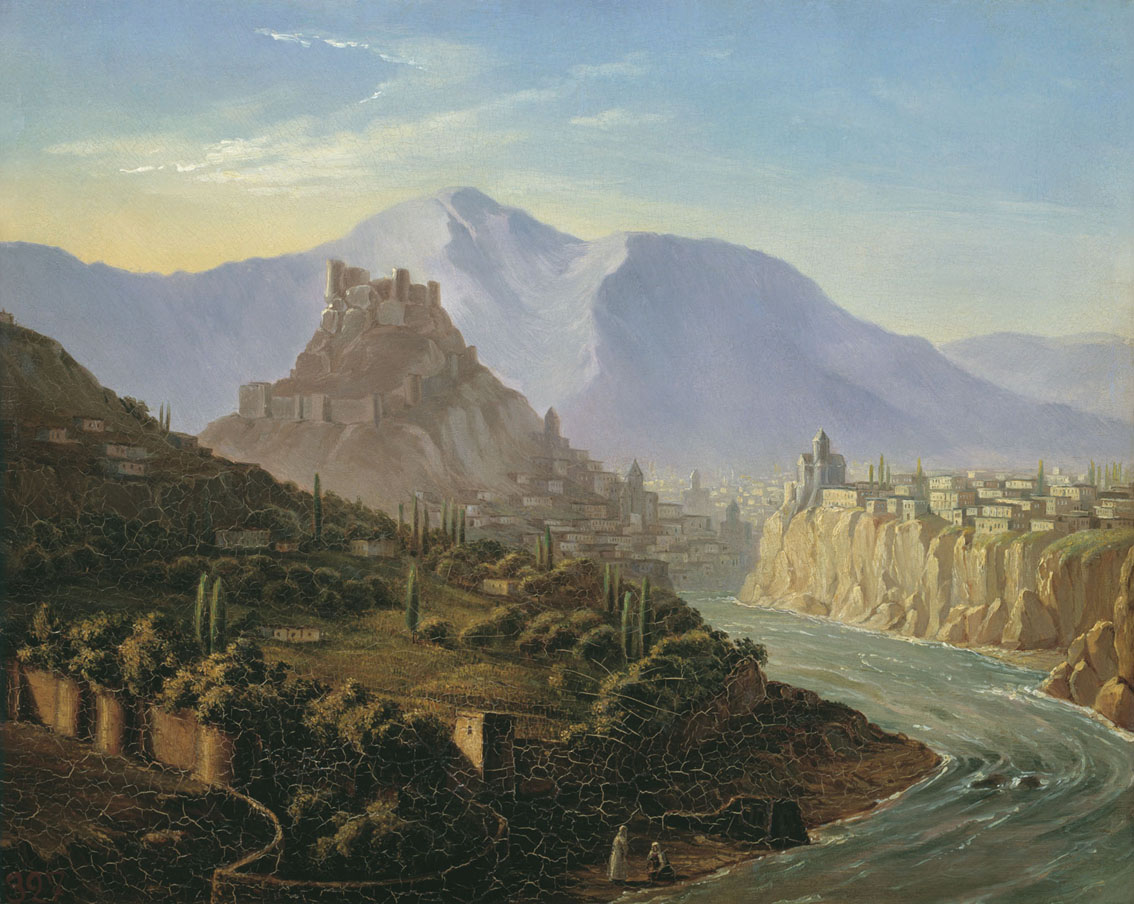
トビリシの風景、ミハイル・レールモントフ作、1837年

1830年代にアレクサンドレ・チャフチャヴァゼ、グリゴル・オルベリアニ、ニコロズ・バラタシビリなどの詩人がグルジア文学を復活し、そこにロマン主義の要素を取り入れた。彼らは昔のグルジア黄金時代をインスピレーションの源とした。バラタシュヴィリは詩「ベディ・カルトリサ」（グルジア語: ბედი ქართლისა、「グルジアの運命」）でロシアとの連合に対する愛憎を「かごの中にいたら、ナイチンゲールは栄光にどんな喜びを見出すか？」（グルジア語: რა ხელ-ჰყრის პატივს ნაზი ბულბული, გალიაშია დატყვეებული?）と表現した。
グルジアはロシア文学でも主題の1つになった。1829年にロシアの詩人アレクサンドル・プーシキンはグルジアを訪れ、その時の経験は彼のいくつかの詩に影響を与えた。プーシキンより少し後の時代のミハイル・レールモントフは1840年にカフカース地方に追放された。同年に書かれた彼の小説『現代の英雄』においてグルジアは異国風に満ち、冒険が繰り広げられる地と表現され、詩の「ムツイリ」（ロシア語: Мцыри）は駆け出しの僧侶が厳しい宗教の規則から逃れ、自然界に自由を見出したことを描写したが、レールモントフはそこでもグルジアの山がちな自然風景を称賛した。

### 民族主義
19世紀中期のグルジアでは民族的ロマン主義が退潮し、代わりに明白な政治運動が起こった。この運動は「テレグダレウレビ」と呼ばれた、サンクトペテルブルク大学を卒業したグルジア人学生たちによってはじめられた。中でもイリア・チャフチャヴァゼは1905年以前のグルジアにおいて影響力が最も強い民族主義者であり、彼はロシア語話者を優遇する社会制度のなかでグルジア人の地位を改善するために、言語の改革やグルジア民話などのグルジア文化を研究した。チャフチャヴァゼは徐々に保守化し、グルジアの伝統を維持してグルジアを農業社会のままにすることを目指した。グルジア民族主義者の「第2世代」（メオレ・ダシ）はチャフチャヴァゼより保守色が薄く、グルジアの都市部に集中して、グルジア人は経済を支配したアルメニア人とロシア人と競争できることを訴えた。その中心にあった人物はニコ・ニコラーゼで、彼は西方の自由主義の理念に着目し、アルメニアとアゼルバイジャンとともにカフカース連邦を構成するというグルジアの未来像を描いた。

### 社会主義
1870年代に保守的と自由的な民族主義運動の他、より過激な政治勢力がグルジアに現れた。この過激派勢力は社会問題に着目し、ロシアの社会運動と連携することが多かった。初期の運動はロシアの人民主義をグルジアで広めようとしたが実際の影響力は少なく、長期的には社会主義、特にマルクス主義の影響力がはるかに上回った。
19世紀末にトビリシ・バトゥミ・クタイシなどグルジアの都市で工業化が進み、工場・鉄道・そして都市労働者階級がグルジアに現れた。これらは1890年代の「第3世代」（メサメ・ダシ）に注目された。メサメ・ダシは社会民主派を称し、その構成員にはロシアでマルクス主義を学んだノエ・ジョルダニアやフィリップ・マハラゼなどがいた。彼らは1905年以降のグルジアの政治を主導したツァーリ専制政治を打倒すべきものと見て、その代わりとして民主制を成立し、最終的には社会主義者の社会を目指すことを訴えた。

## ロシア統治の後期

### 緊張の高まり

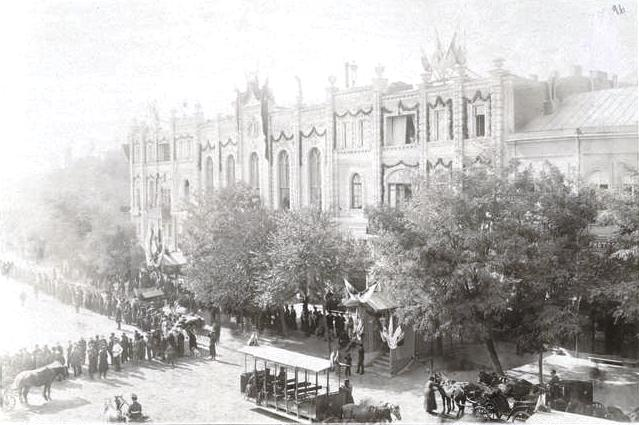
皇帝アレクサンドル3世がトビリシの貴族会議に入城する。1888年9月29日。

1881年、改革志向の皇帝アレクサンドル2世がサンクトペテルブルクでナロードニキ（人民主義者）に暗殺された。帝位を継承したアレクサンドル3世は2世よりもずっと専制的で、国の独立に関する表現は全て帝国にとって脅威であるという考えをもっていた。彼は中央集権化の一環としてカフカース副王領を廃止、グルジアの地位をロシアの県まで落とした。グルジア語の学習は非推奨とされ、「グルジア」という名前（ロシア語: Грузия、グルジア語: საქართველო）は新聞で禁句とされた。1886年、1人のグルジア人学生が抗議としてトビリシ神学校の校長を殺害した。これに対し、ロシアから派遣されたグルジアのエクザルフはグルジアの破門をもって応じた。20年前に農奴解放について貴族と交渉したが、今やすでに70代のデメトレ・キピアニが破門を批判すると、アレクサンドル3世は彼をスタヴロポリを追放した。キピアニは追放された直後に謎の死を遂げたが、多くのグルジア人はこれを皇帝が指示した暗殺と考え、キピアニの葬儀は盛大な反露デモと化した。
ロシアとの緊張が高まった同時期に、民族間ではグルジア人とアルメニア人の間に緊張が生じた。農奴解放令以降、グルジア貴族の多くは没落の一途をたどった。新しい経済環境での競争に負けた貴族はその財産を投げうってロシア軍に従軍するか、都市で放蕩の限りを尽くした。この社会現象で利益を得たのがグルジア貴族の土地を買い上げ、富を築いたアルメニア人であった。トビリシなどグルジアの都市部の人口は、18世紀末から19世紀初期まではアルメニア人が主だったが、末期ともなると少数派になった。しかし、この変化にもかかわらず、アルメニア人は引き続き公的役職と富の大半を独占、グルジア人は首都トビリシで自らのために代弁してくれる人がいないことを感じた。

### 1905年の革命

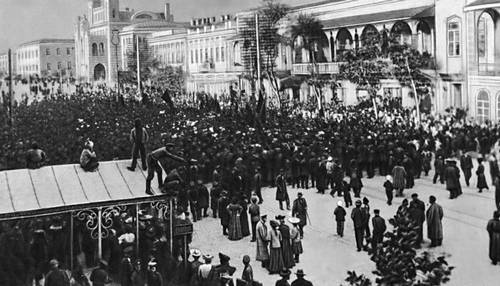
トビリシでおきたデモ、1905年。

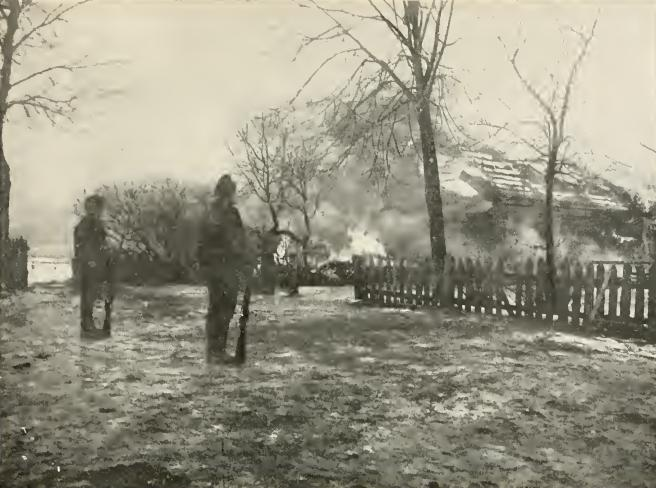
西グルジアの「平定」。兵士たちが平民の家屋を燃やしている。

1890年代と1900年代初期のグルジアではストライキが頻発していた。平民は未だに不満を持ち、社会民主主義者は農民と労働者の支持を得た。この時点でも、グルジアの社会民主主義者は自らを全ロシアの政治運動の一部と見ていたが、1903年にベルギーのブリュッセルで開催されたロシア社会民主労働党第2回大会によりロシア社会民主労働党はメンシェヴィキとボリシェヴィキという和解が不可能な二派に分裂した。1905年までに、グルジアの社会民主主義者は圧倒的にメンシェヴィキとその首領ノエ・ジョルダニアを支持したが、若いイオセブ・ジュガシヴィリ（一般的にはヨシフ・スターリンとして知られる）などごく一部のグルジア人はボリシェヴィキを支持した。
1905年1月、ロシア軍がサンクトペテルブルクでデモ隊に発砲して少なくとも96人が死亡した血の日曜日事件でロシア帝国が一時危機に陥った。事件の報せはロシア第一革命と呼ばれた全国規模の反政府運動につながり、グルジアでもメンシェヴィキが直近でグリアにおいて大規模な農民蜂起を組織した（グリア共和国も参照）こともあり社会不安が蔓延した。1905年のグルジアは反乱とストライキの連続であり、ロシア政府は譲歩とコサックによる鎮圧で対応しようとした。12月、メンシェヴィキはゼネストを呼びかけるとともにコサックへの爆弾テロを推奨、コサックが強める結果となった。しかし、メンシェヴィキは暴力に走ったことで政治上で同盟者であったアルメニア人など多くの人々に見放され、ゼネストは失敗に終わった。やがて、マクスード・アリハノフ＝アヴァルスキー将軍率いる軍勢が1906年1月に到着したことで反乱は完全に鎮圧された。
1906年から第一世界大戦の勃発まで、グルジアはより自由主義的な副王イラリオン・イヴァノヴィチ・ヴォロンツォフ＝ダシュコフ伯爵によって統治されていたため、平和な日々が続いた。メンシェヴィキも1905年末の惨事を反省し、ボリシェヴィキと違って今や武装蜂起を否定した。1906年、ロシアのドゥーマ選挙が行われ、メンシェヴィキは大勝してグルジアに割当られた議席の多くを勝ち取った。ボリシェヴィキはチアトゥラのマンガン鉱山以外では支持が少なかったが、1907年にトビリシで武装強盗を行ったことで知名度を上げた。その後、スターリンたちは南カフカースにおけるボリシェヴィキの唯一の拠点であるバクーに移動した。

### 第一次世界大戦とグルジア独立

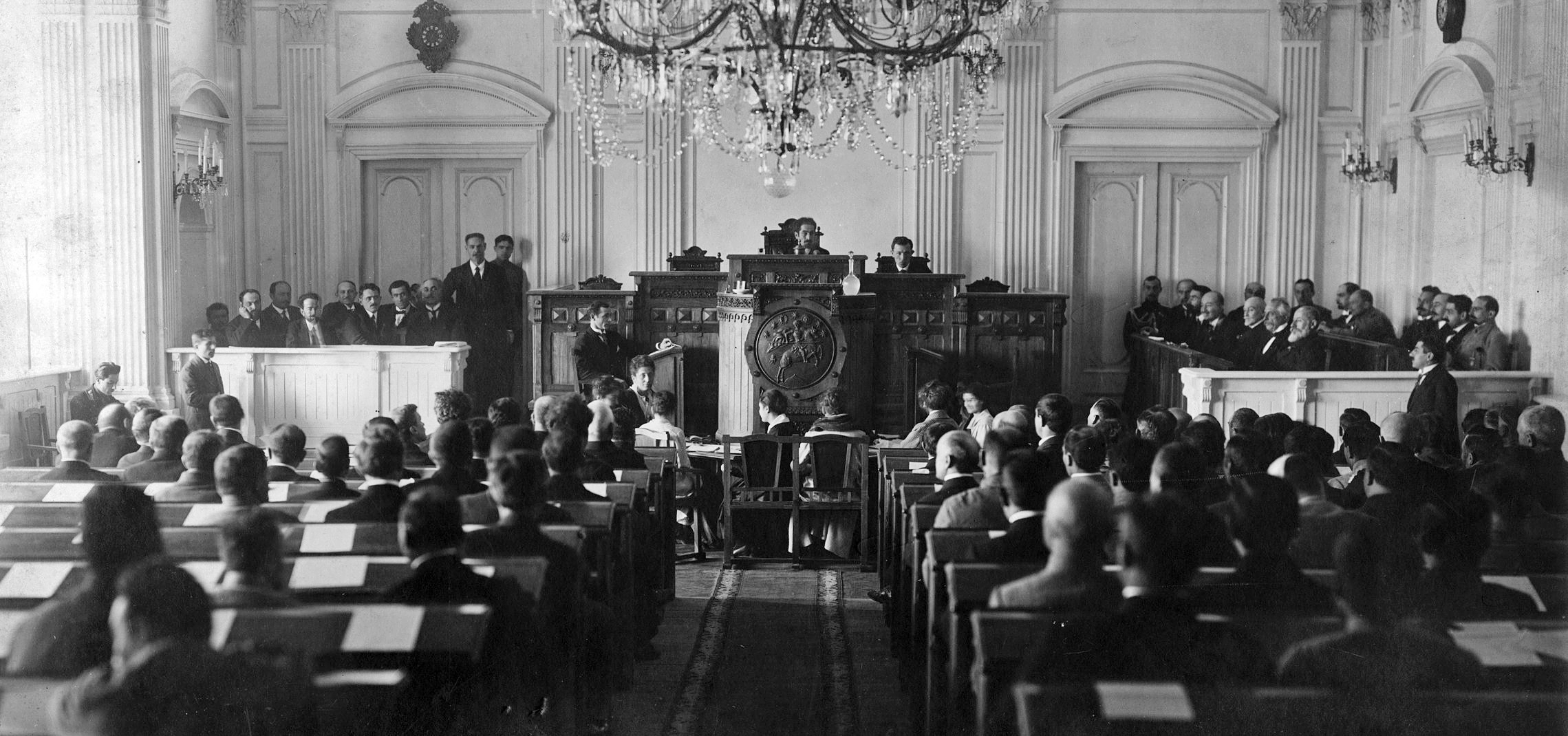
グルジア国会による独立宣言、1918年

1914年8月、ロシアはドイツに宣戦布告して第一次世界大戦に参戦した。グルジア人は戦争があまり得にならないと見て、興味が薄かったが、20万人が陸軍に動員された。11月にオスマン帝国がドイツ側で参戦すると、グルジアは前線と化した。グルジアの政治家の多くは中立を維持したが、グルジア人の間では親独感情や「独立がすぐそこまで近づいた」という考えが現れ始めた。
1917年、ロシアの敗北が続いたことでサンクトペテルブルク改めペトログラードで2月革命がおこった。新しく成立したロシア臨時政府はザカフカース特別委員会（露: ОЗАКОМ）を設立して南カフカースを統治した。グルジアではトビリシに駐留したロシア軍がボリシェヴィキを支持したため緊張が続いたが、やがてロシア軍のほぼ全軍が北へ撤退し始めたため、グルジアはメンシェヴィキの手に落ちた。十月革命がおこり、ペトログラードでボリシェヴィキが権力の座についたが、メンシェヴィキはこれを否定した。ロシア軍がいなかったため南カフカースは自衛せざるをえなくなり、1918年2月にオスマン軍が国境を越えたことでロシアから分離すべきかという問題が浮上した。
1918年4月22日に南カフカースの国会は投票を行って独立を決定し、ザカフカース民主連邦共和国の建国を宣言した。この共和国はグルジア、アルメニア、アゼルバイジャンというそれぞれ異なる歴史、文化と憧憬を持つ国によって構成された。アルメニア人はトルコにおけるアルメニア人虐殺について知っていたため、侵入したオスマン軍を撃退することを当面の急務と考えた。一方、イスラム教徒が多いアゼルバイジャンではオスマン帝国を支持する声が多く、グルジアではトルコよりドイツと交渉したほうが利益を確保できそうと考えた。1918年5月26日にグルジアは独立を宣言し、グルジア民主共和国を建国して1921年にボリシェヴィキによって侵攻されるまでの短期間に自由を謳歌した。